# Felix Banaszak

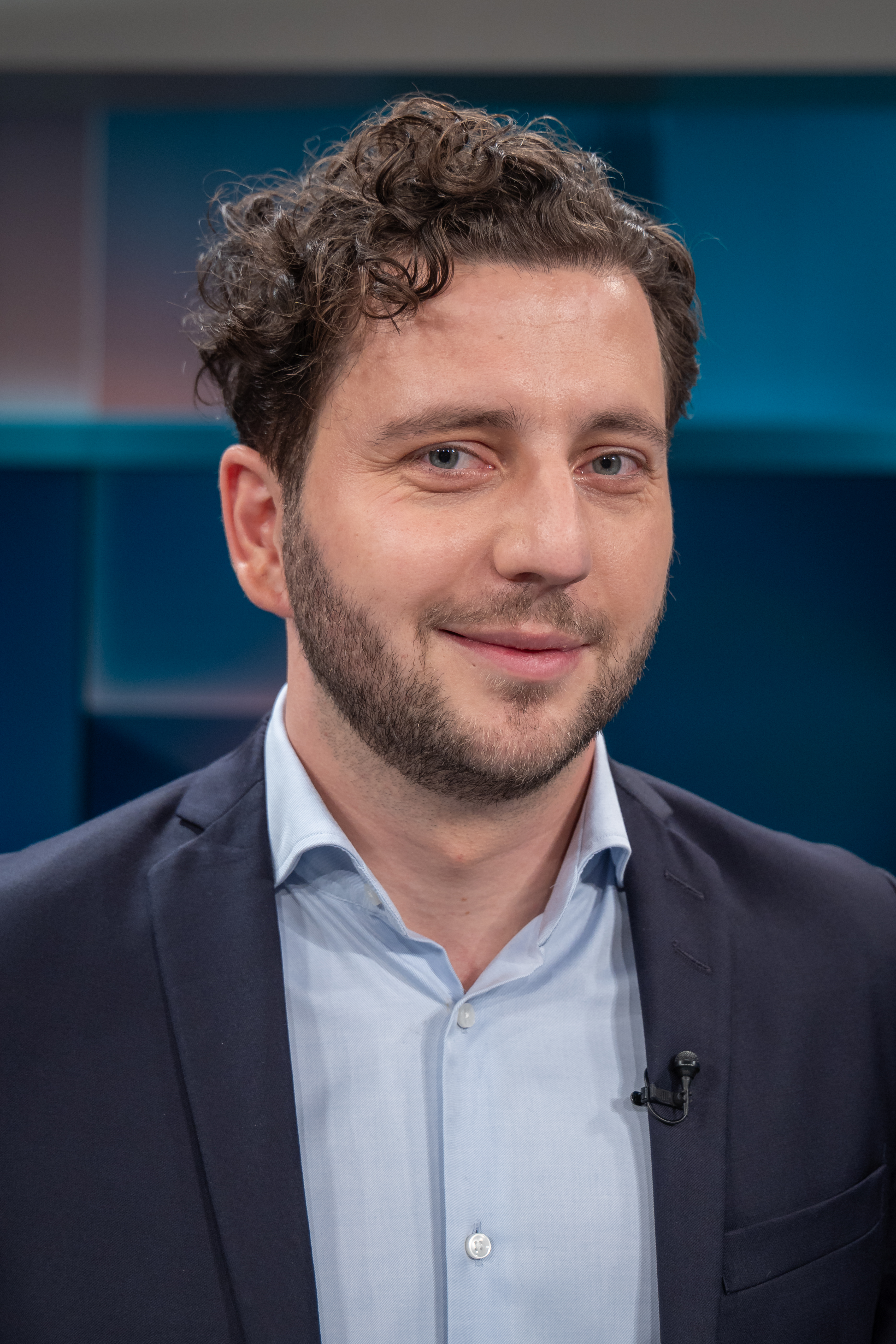
Felix Banaszak (2024)

Felix Banaszak [ˈbanaʃak] (* 24. Oktober 1989 in Duisburg) ist ein deutscher Politiker (Bündnis 90/Die Grünen) und seit November 2024 Bundesvorsitzender seiner Partei. Er war von 2018 bis 2022 Landesvorsitzender von Bündnis 90/Die Grünen in Nordrhein-Westfalen und gehört seit 2021 als Abgeordneter dem Deutschen Bundestag an. Von 2013 bis 2014 war er Bundessprecher der Grünen Jugend.

## Leben und Wirken
Felix Banaszak wuchs in Duisburg auf. Nach dem Abitur 2009 am Steinbart-Gymnasium absolvierte er seinen Zivildienst in der Altenpflege in Berlin und studierte ab 2010 Sozial- und Kulturanthropologie und Politikwissenschaft an der Freien Universität Berlin, wo er 2014 einen Bachelor of Arts erlangte. Parallel zum Studium arbeitete er von 2010 bis 2012 für Dirk Behrendt, damaliges Mitglied des Berliner Abgeordnetenhauses. Nach Abschluss seines Studiums kehrte Banaszak 2014 nach Duisburg zurück.
Von 2014 bis 2017 war Banaszak Leiter des nordrhein-westfälischen Büros der Europaabgeordneten Terry Reintke und Sven Giegold in Düsseldorf. Zudem gehörte er von 2014 bis 2016 dem Vorstand des Instituts Solidarische Moderne an.
Felix Banaszak ist bisexuell, mit einer Frau verheiratet und hat eine Tochter.

## Politik

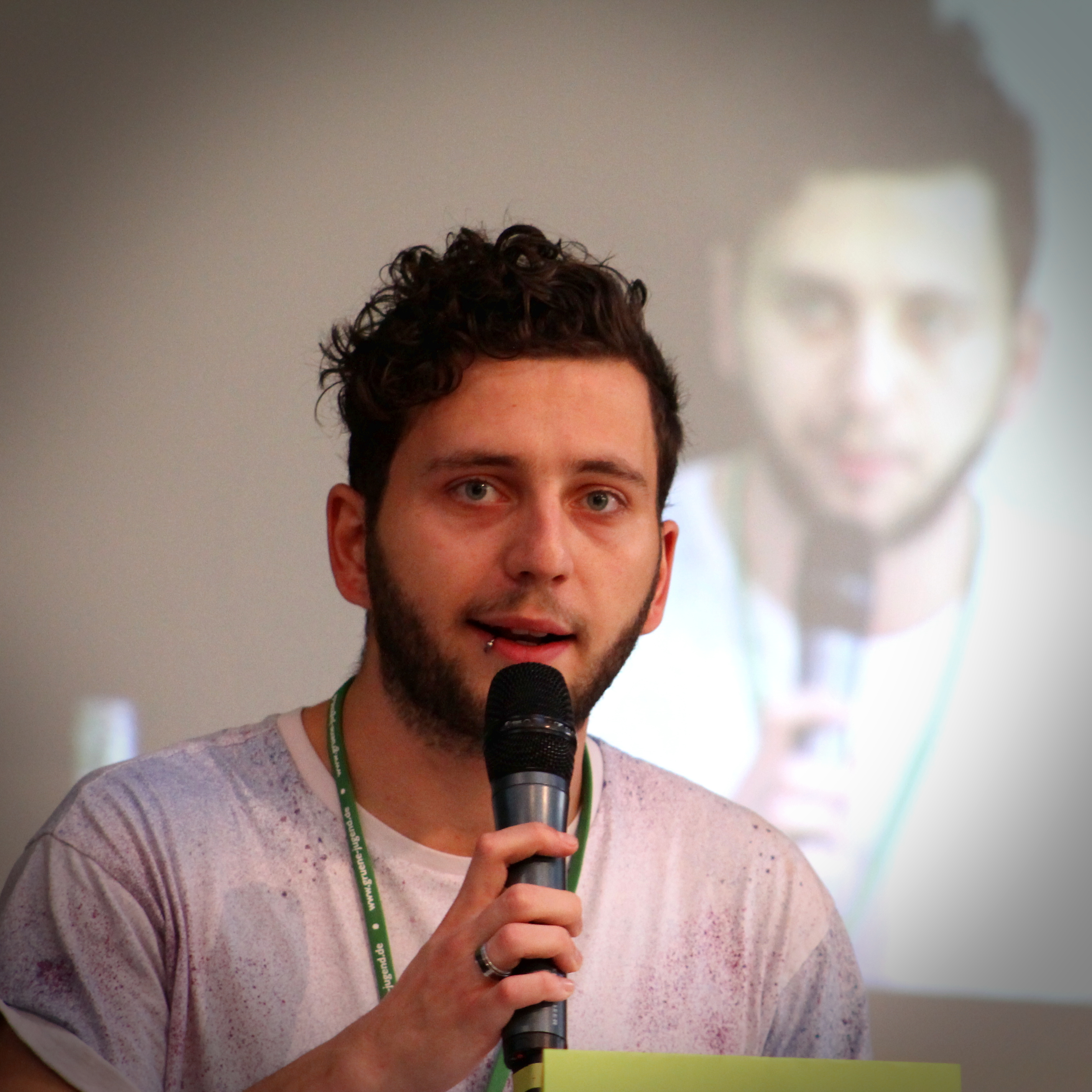
Felix Banaszak (2015)

Seit 2009 ist Banaszak Mitglied von Bündnis 90/Die Grünen. 2011 wurde er Beisitzer im Bundesvorstand der Grünen Jugend und 2012 deren politischer Geschäftsführer. Am 3. November 2013 wurde Banaszak neben Theresa Kalmer zum Sprecher des Bundesverbands gewählt. Auf dem folgenden Bundeskongress im Oktober 2014 kandidierte er nicht erneut.
Auf dem Programmparteitag zur Bundestagswahl 2013 konnte Banaszak für die Grüne Jugend gegen den Willen der Parteispitze einen Antrag durchsetzen, der den Stopp des Einsatzes von V-Leuten im Verfassungsschutz forderte.
Von April 2016 bis März 2018 war er Sprecher des Kreisverbandes Duisburg von Bündnis 90/Die Grünen. Bei der Bundestagswahl 2017 kandidierte Banaszak erstmals für die Grünen im Wahlkreis Duisburg II. Die Grüne Jugend Nordrhein-Westfalen unterstützte ihn als einen von zwei Spitzenkandidaten, allerdings erhielt er keinen Platz auf der Landesliste seiner Partei. Im Wahlkreis verpasste er mit 4,6 Prozent der Erststimmen den Einzug in den Deutschen Bundestag.
Im Oktober 2017 gab Banaszak bekannt, 2018 als Nachfolger des nicht mehr antretenden Sven Lehmann für den Landesvorsitz der Grünen in Nordrhein-Westfalen kandidieren zu wollen.
Beim Parteitag am 20. Januar 2018 in Kamen setzte sich Banaszak mit 56 Prozent der Stimmen gegen den Landesschatzmeister und Bochumer Kommunalpolitiker Wolfgang Rettich durch und bildete fortan gemeinsam mit Mona Neubaur eine Doppelspitze.
Im Juni 2018 und im August 2020 wurde er mit 79 bzw. 77 Prozent im Amt bestätigt.
Bei der Bundestagswahl 2021 kandidierte er erneut im Wahlkreis Duisburg II und auf Platz 6 der nordrhein-westfälischen Landesliste seiner Partei. Über die Landesliste gelang ihm daraufhin der Einzug in den Deutschen Bundestag. Er hatte in der 20. Wahlperiode des Deutschen Bundestages einen ordentlichen Sitz im Wirtschaftsausschuss sowie einen ordentlichen Sitz im Haushaltsausschuss inne. Omid Nouripour übernahm nach seinem Rücktritt als einer der beiden Bundesvorsitzenden der Grünen (September 2024) Banaszaks Posten im Wirtschaftsausschuss.
Banaszak war  außerdem Mitglied im Rechnungsprüfungsausschuss.
In seiner Zeit als Landesvorsitzender der Grünen in Nordrhein-Westfalen fällt das bis dato (2024) beste Landtagswahlergebnis der Grünen in NRW: Bei der Landtagswahl in Nordrhein-Westfalen 2022 erhielten sie 18,2 Prozent der Stimmen (nach 6,4 Prozent bei der Wahl 2017 – fast dreimal so viele). Die zuvor regierende Koalition aus CDU und FDP verlor ihre Mehrheit im Landtag NRW. Die anschließenden Koalitionsverhandlungen mit der CDU führte er an zentraler Stelle mit. Seit dem 28. Juni 2022 sind die Grünen wieder Teil der Landesregierung in Nordrhein-Westfalen. Bei der Wahl zum Landesparteivorsitz der NRW-Grünen im Juni 2022 trat Banaszak nicht erneut an.
In der grünen Bundestagsfraktion war Banaszak bis November 2024 Sprecher der 27-köpfigen NRW-Landesgruppe. Seit September 2023 leitet er gemeinsam mit seiner Fraktionskollegin Lisa Badum die Projektgruppe „Klimaneutral Wirtschaften“ für die grüne Bundestagsfraktion.
Wie schon von 2019 bis 2022 ist Banaszak seit November 2023 wieder Mitglied im Parteirat von Bündnis 90/Die Grünen. Seit 2023 ist er zusammen mit Daniela Schneckenburger Bezirksvorsitzender der Grünen Ruhr.

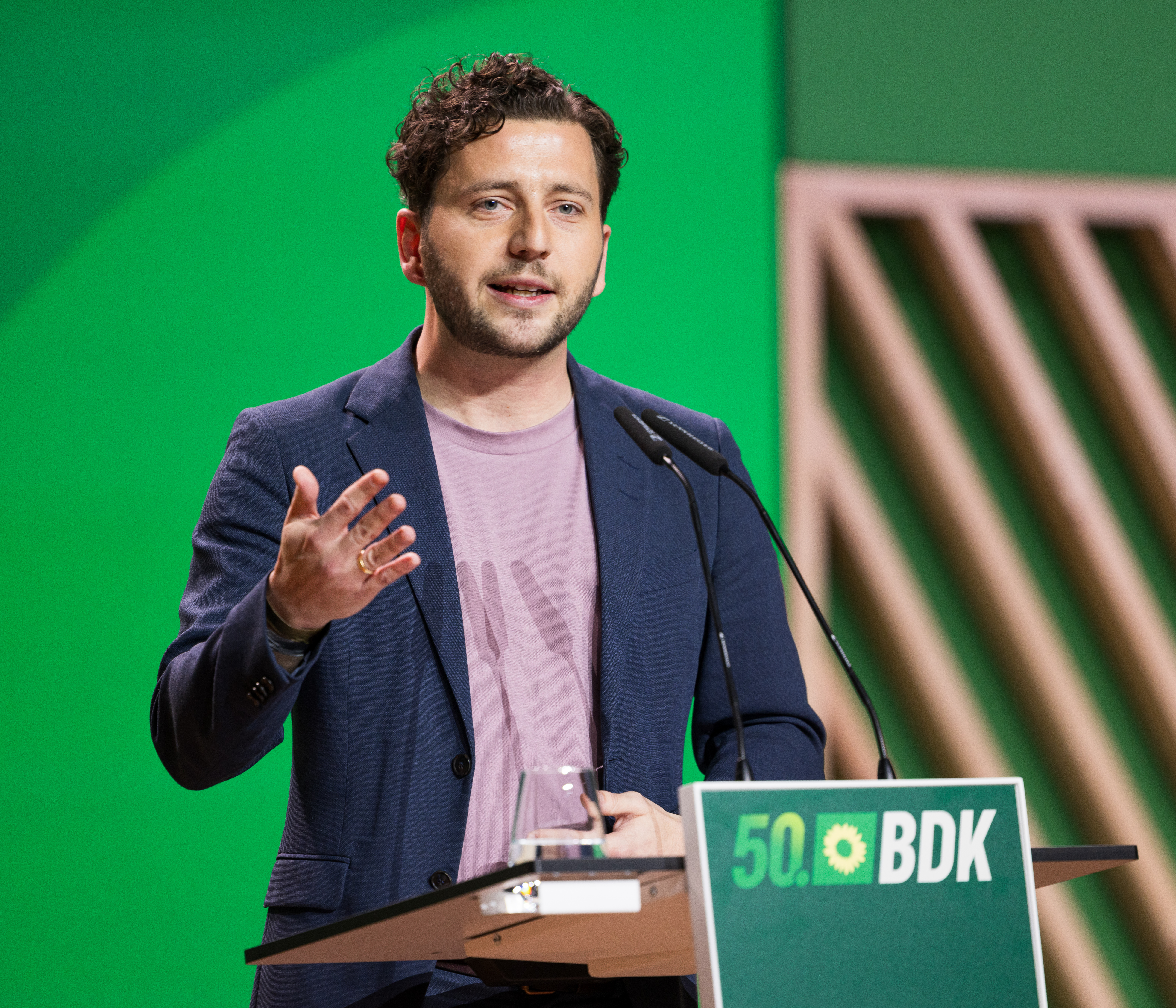
Felix Banaszak beim Bundesparteitag der Grünen am 16. November 2024.

Am 27. September 2024 verkündete Banaszak gemeinsam mit Franziska Brantner seine Kandidatur für den Bundesparteivorsitz von Bündnis 90/Die Grünen. Am 16. November 2024 wurde er mit 92,88 Prozent zum Bundesvorsitzenden gewählt.

## Mitgliedschaften
Felix Banaszak ist Mitglied der Deutsch-Israelischen Parlamentariergruppe und war Mitglied der Deutsch-Französischen Parlamentarischen Versammlung (DFPV).

## Nebentätigkeiten
- Stadt Duisburg, Stellv. Sachkundiger Bürger des Schulausschusses (ab 2022)
- Bündnis 90/Die Grünen Nordrhein-Westfalen, Düsseldorf, ehemaliger Landesvorsitzender
- Deutsche Gesellschaft für Internationale Zusammenarbeit (GIZ) GmbH, Mitglied des Aufsichtsrates bis 3. Januar 2025[2]

## Standpunkte
Banaszak setzt sich für die Rechte von Lesben, Schwulen, Bisexuellen und Transpersonen (LGBT*) ein. Im Juni 2016 wurde er im Rahmen der Istanbul Pride festgenommen, als er türkische Aktivisten bei der Verlesung eines Statements beschützen wollte. Nach seiner Freilassung sprach er von einem „Klima der Angst“, das in der Türkei herrsche.
Am 24. Februar 2022 begannen russische Streitkräfte auf Befehl von Staatspräsident Putin einen großangelegten völkerrechtswidrigen Überfall auf die Ukraine. In einer Haushaltsdebatte des Deutschen Bundestages am 8. September 2022 nutzte der damalige Linken-Politiker Klaus Ernst (inzwischen BSW) eine Zwischenfrage, um die Energiepolitik der Regierung Scholz im Zuge der Russland-Sanktionen zu kritisieren.
Banaszaks Antwort erregte Aufsehen: Er warf Ernst eine Täter-Opfer-Umkehr vor; zudem warf er ihm und Teilen der Linksfraktion vor, sie würden Putin „quasi zum Angriffsopfer eines westlichen Wirtschaftskriegs“ stilisieren. Dass die Linksfraktion in der Debatte außerdem neben Klaus Ernst die Abgeordnete Sahra Wagenknecht reden lasse, spreche Bände für die Partei. Ernst und Wagenknecht hatten 2022 immer wieder die Öffnung der Pipeline Nord Stream 2 gefordert und verlangt, die Sanktionen gegen Russland und seinen Präsidenten Wladimir Putin zu beenden.
Banaszak ist zudem der erste Bundestagsabgeordnete, der einen Untersuchungsausschuss zum Bau von Nord Stream 2 auf Bundesebene gefordert hat.